# Trichopelma maculatum (Banks)
Trichopelma maculatum là một loài nhện trong họ Barychelidae. Loài này phân bố ờ Bahama's.